# Sténospermocarpie

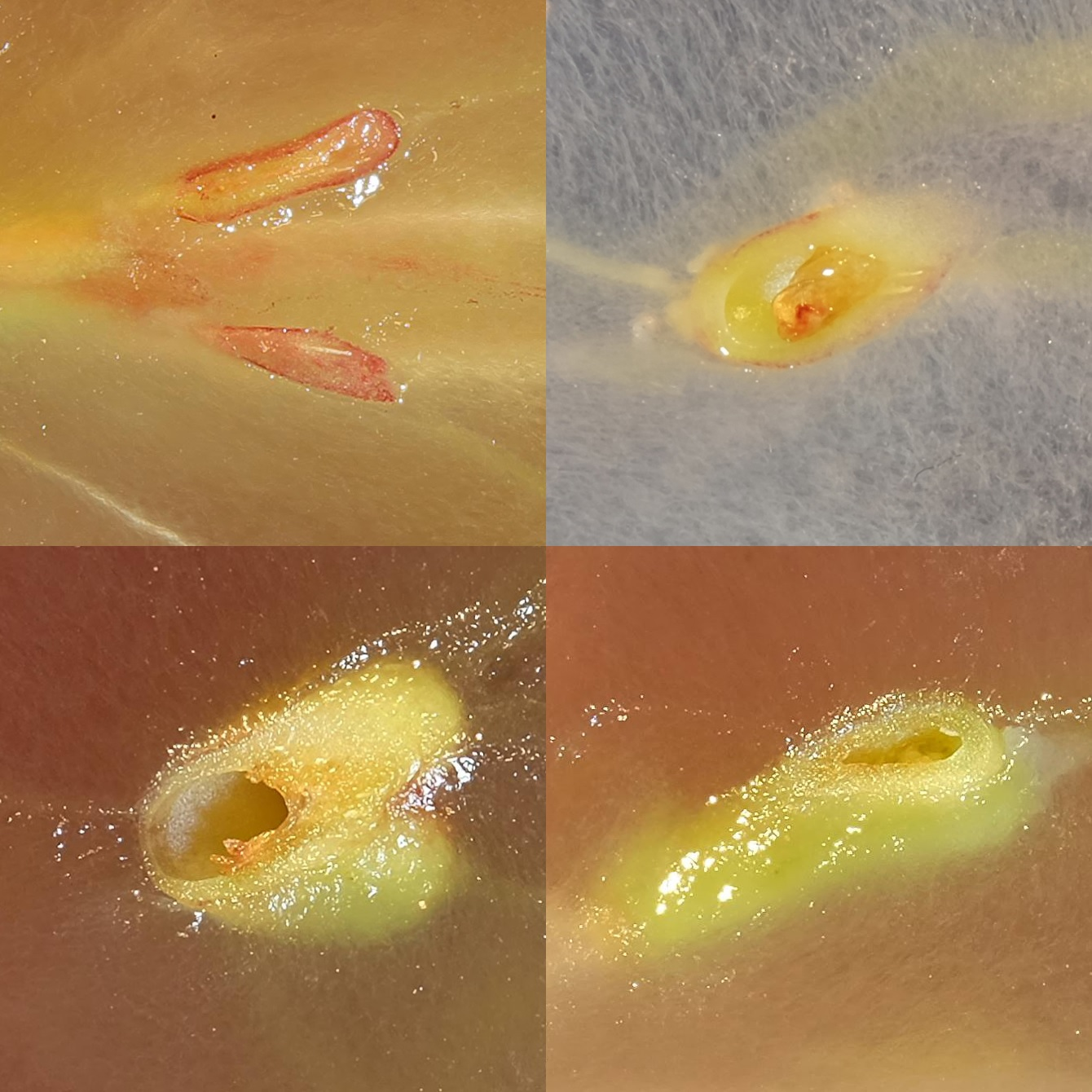
Pépins non développés dans les raisins 'Crimson Seedless'

La sténospermocarpie est le mécanisme biologique qui produit la parthénocarpie (absence de pépins) chez certains fruits, notamment de nombreux raisins de table. C'est une forme de parthénocarpie stimulée. 
Dans les fruits sténospermocarpiques, la pollinisation et la fécondation normales sont toujours nécessaires pour garantir que le fruit « s'installe », c'est-à-dire qu'il continue à se développer sur la plante ; cependant, l'avortement ultérieur de l'embryon qui a commencé à se développer après la fécondation conduit à un état presque dépourvu de graines. Les restes de la graine non développée sont visibles dans le fruit,.
La plupart des raisins commerciaux sans pépins sont traités avec de la gibbérelline afin d'augmenter la taille des fruits et de rendre les grappes de fruits moins serrées. Un nouveau cultivar, 'Melissa', a des fruits naturellement plus gros et ne nécessite donc pas de pulvérisation de gibbérelline
Les sélectionneurs de raisin ont développé de nouveaux cultivars de raisin sans pépins en utilisant la technique de sauvetage d'embryons. Avant que le minuscule embryon n'avorte, il est retiré du fruit en développement et cultivé en culture de tissus jusqu'à ce qu'il soit suffisamment grand pour survivre par lui-même. Le sauvetage d'embryons permet de croiser deux cultivars de raisin sans pépins.
Il existe deux types d'absence de pépins chez le raisin : l'absence réelle de pépins des baies parthénocarpiques, lorsque seuls les ovules peuvent se développer, et l'absence commerciale de pépins des baies sténospermocarpiques, lorsque les pépins avortés passent inaperçus lors de la mastication. Les graines sténospermocarpiques varient considérablement en taille et en degré de développement du tégument et de l'endosperme Les grosses graines des raisins sténospermocarpiques sont appelées graines rudimentaires et les plus petites traces de graines.

## Cultures de raisin sans pépins
Les raisins sans pépins sont divisés en trois catégories : les raisins blancs, les raisins rouges et les raisins noirs, en fonction de la couleur du fruit. Le raisin sans pépins le plus populaire est connu aux États-Unis sous le nom de « Thompson Seedless », mais était à l'origine connu sous le nom de « Sultana ». On pense qu'il est d'origine ancienne. Il est considéré comme un raisin blanc, mais il est en fait vert pâle. D'autres cultivars blancs sont 'Perlette', 'Menindee Seedless', 'Interlaken', 'Himrod', 'Romulanus', 'Lakemont', 'Fayez', et 'Remaily Seedless'. Le cultivar rouge sans pépins le plus populaire aux États-Unis est 'Flame Seedless'. D'autres cultivars rouges sont 'Crimson Seedless', 'Ruby Seedless', 'Suffolk Red', 'Saturn' et 'Pink Reliance'. Les cultivars noirs sont 'Black Beauty', 'Black Monukka', 'Concord Seedless', 'Glenora' et 'Thomcord'.

## Galerie

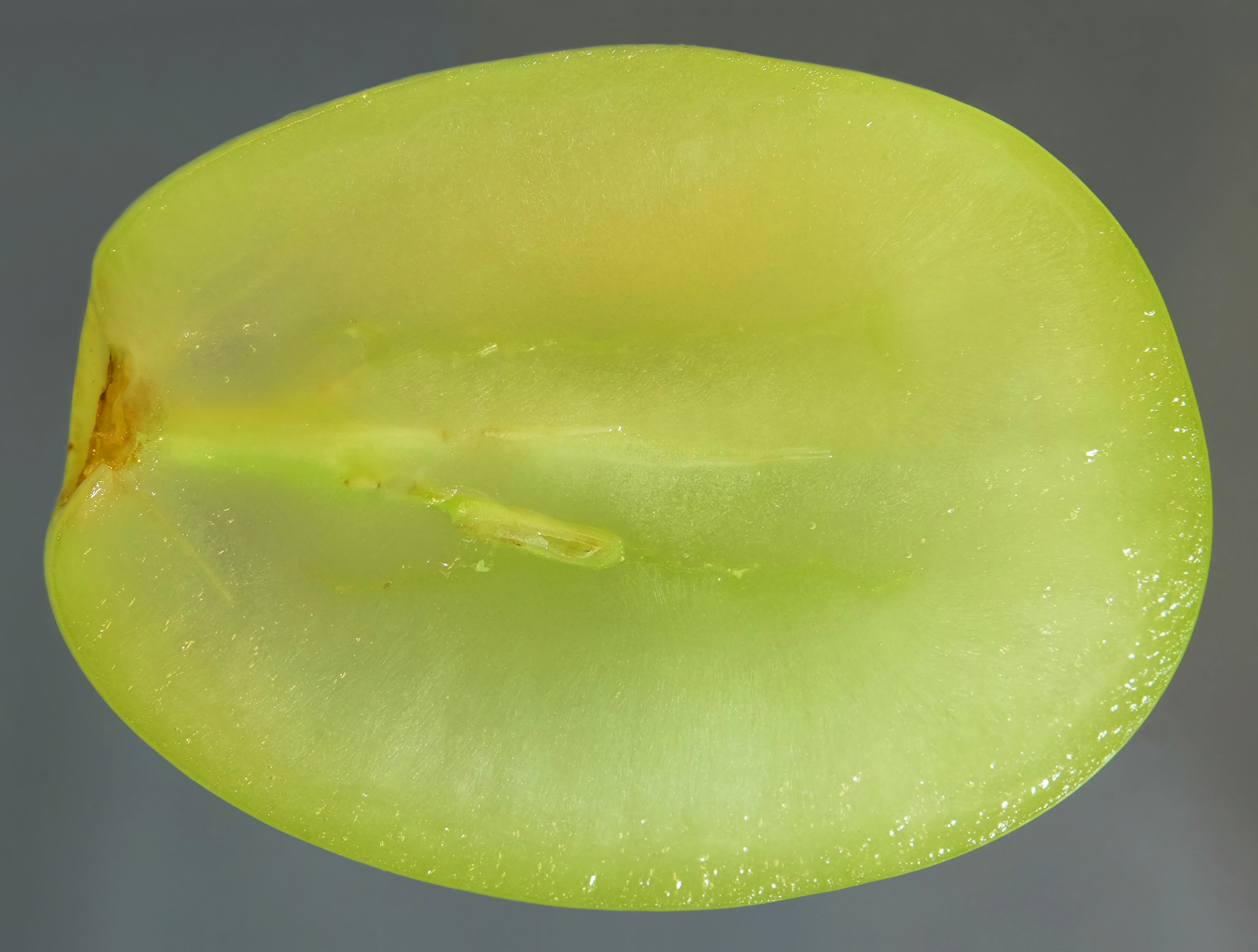
Thompson Seedless
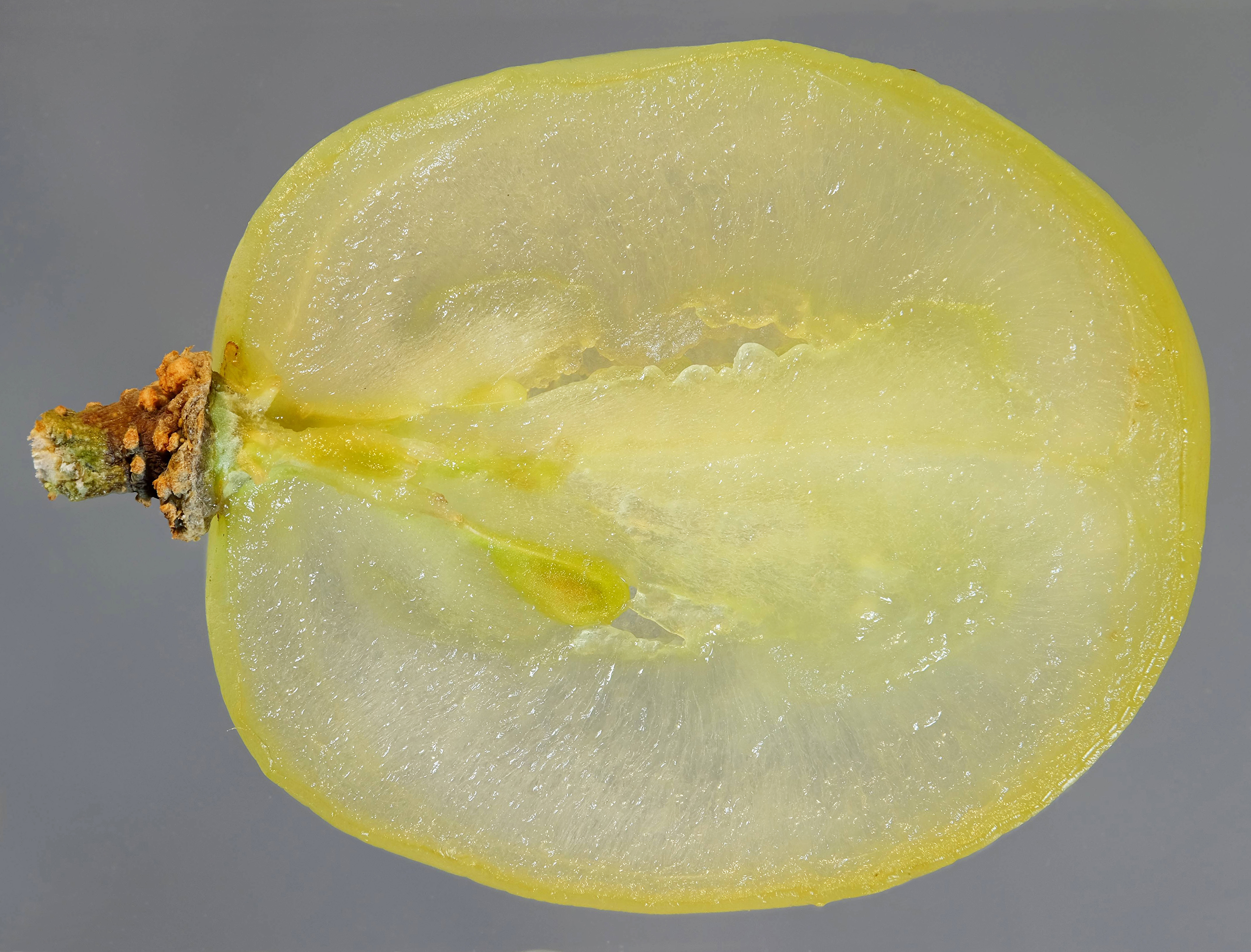
Sheegene 21
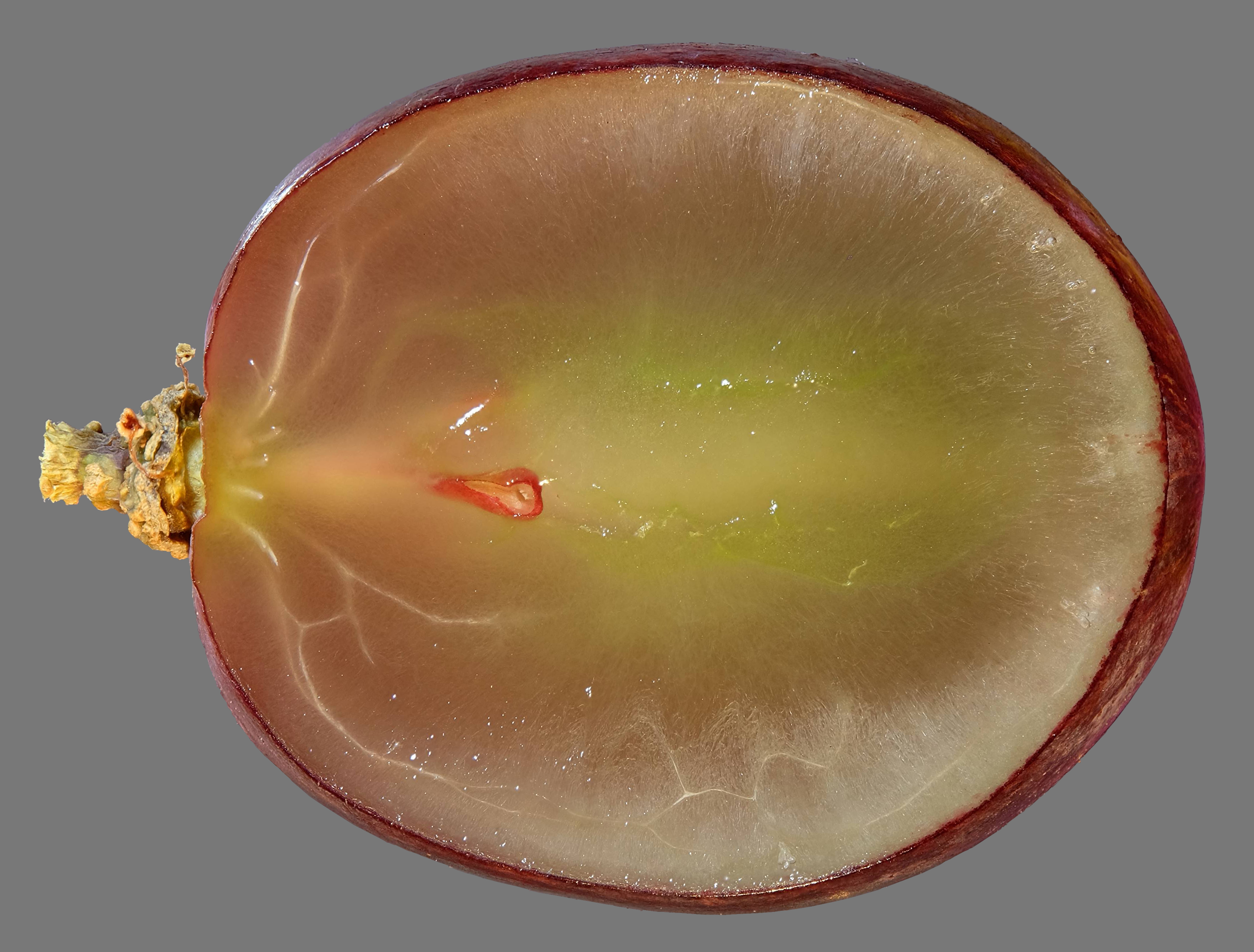
Crimson Seedless
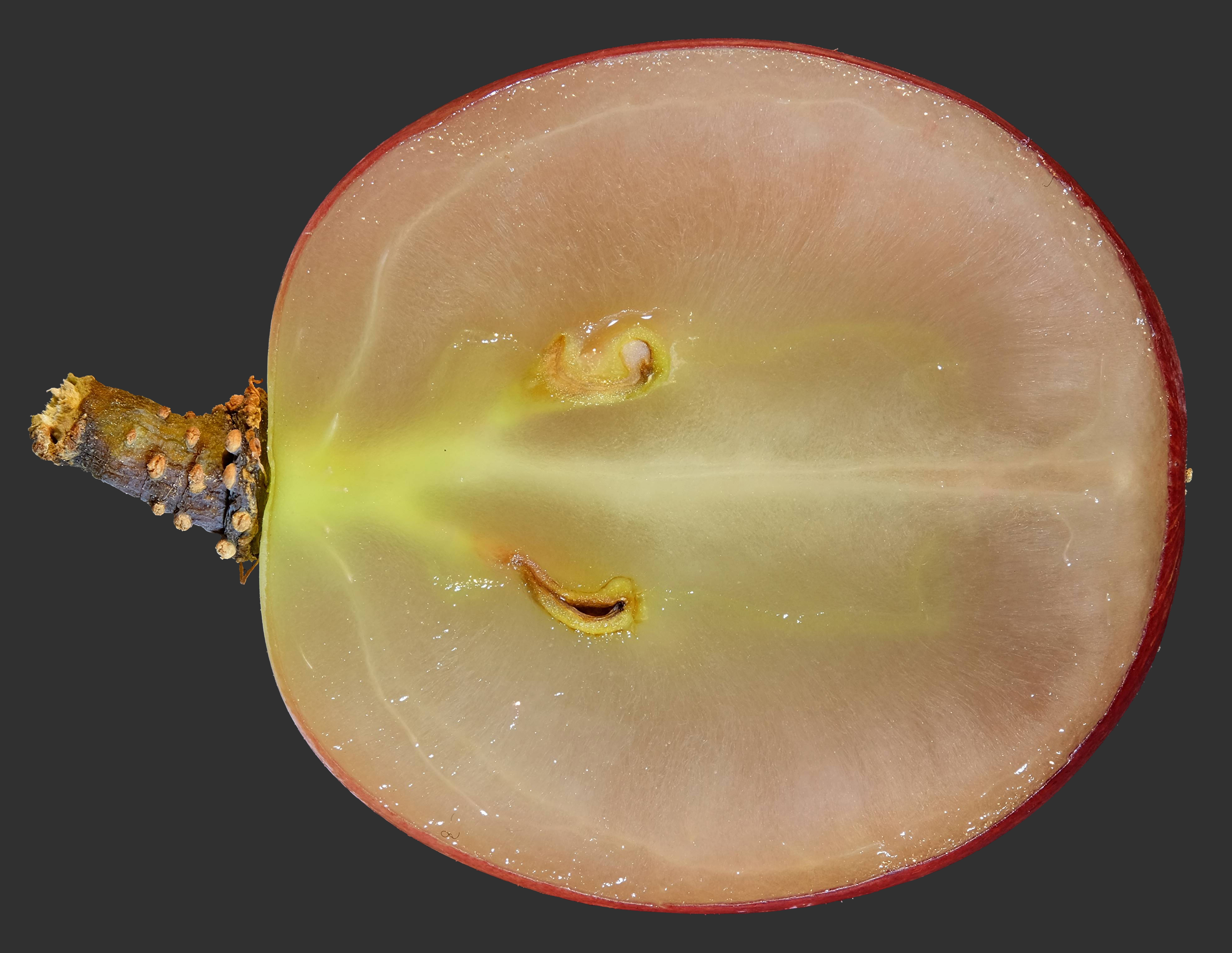
IFG Three
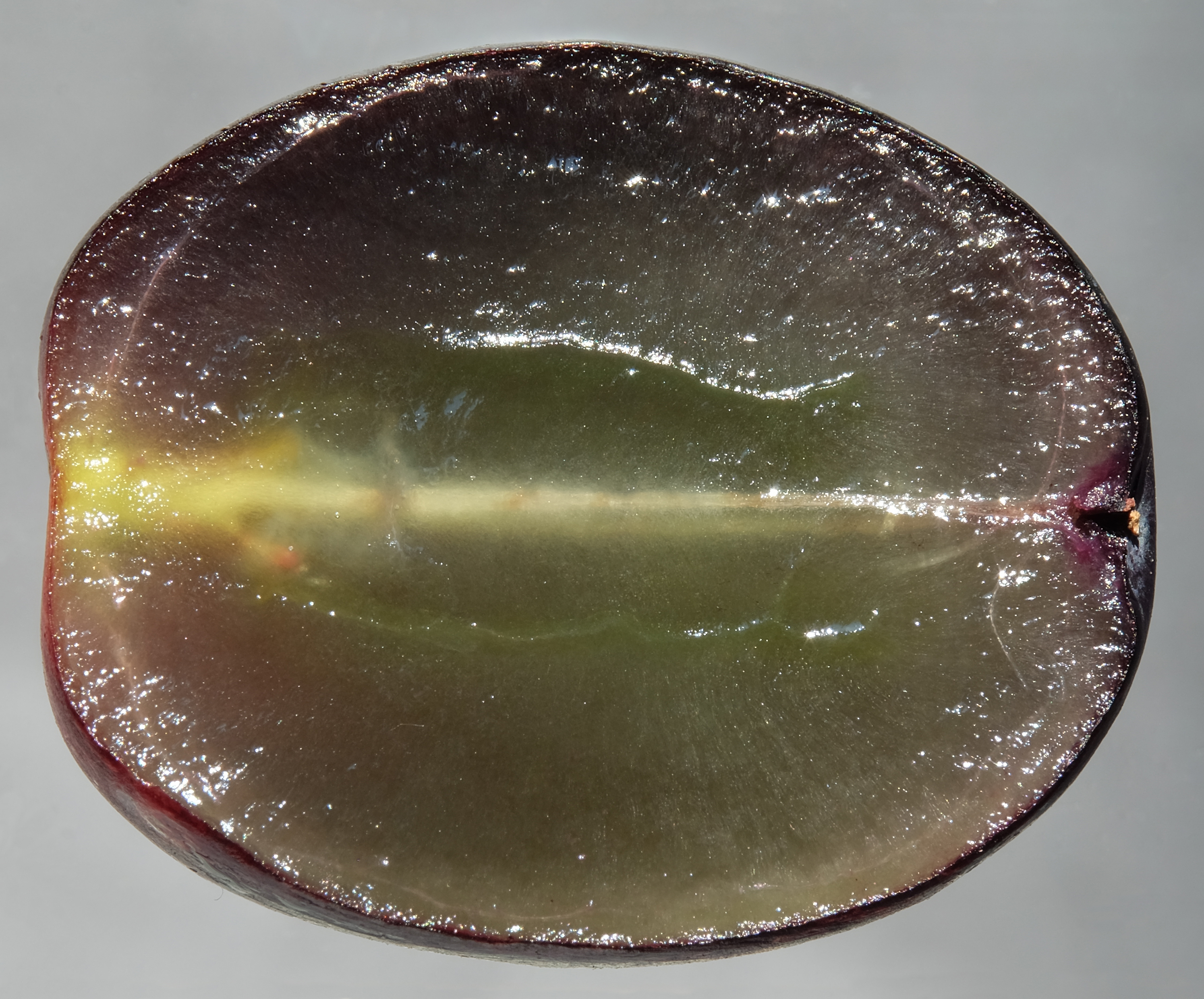
Uncultivar rouge sans pépins
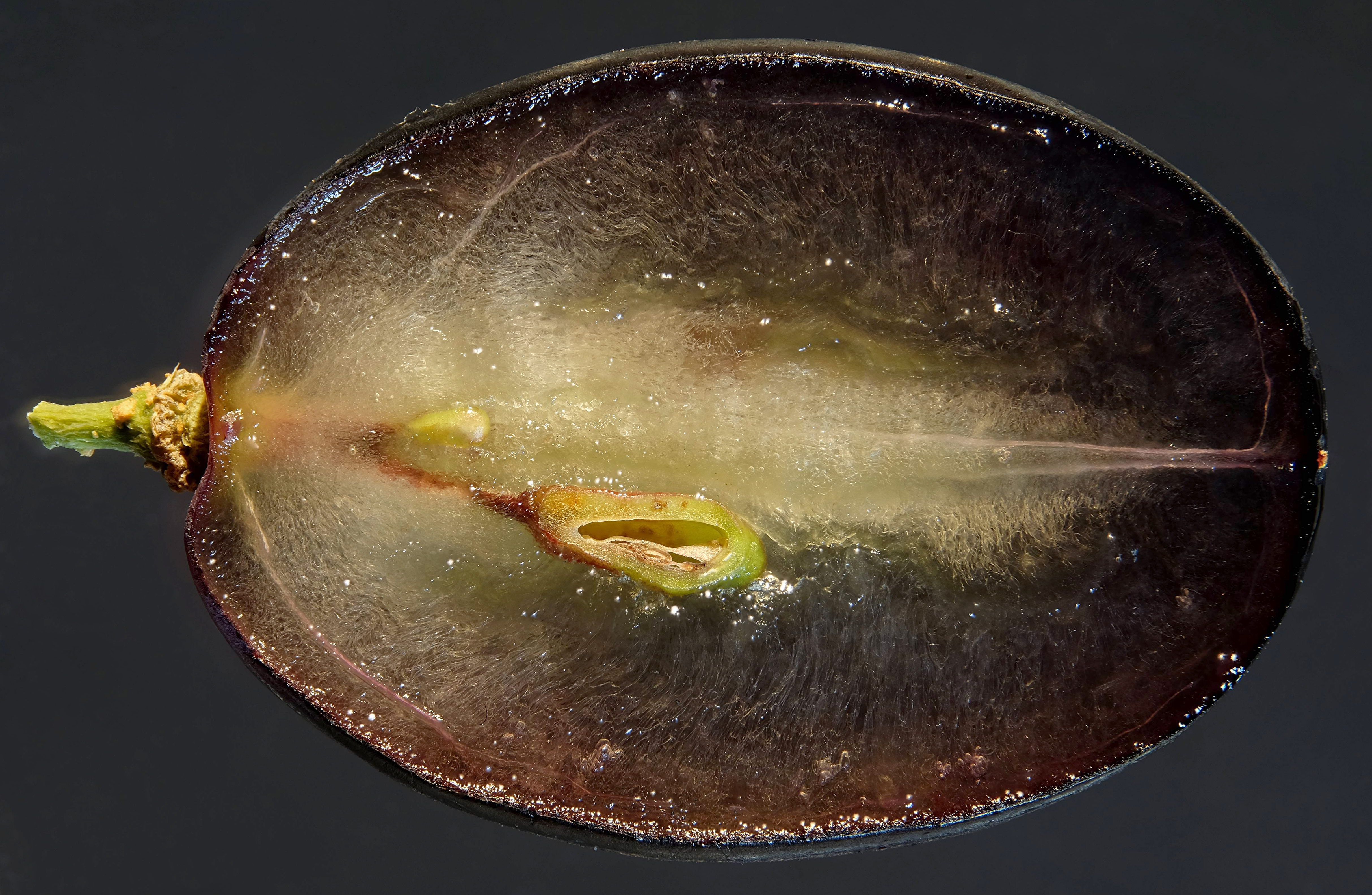
IFG Seventeen